# Château du Pontot

Le Château du Pontot est construit sur l'emplacement d'une ancienne maison forte dans l'arrondissement de Clamecy, canton de Corbigny, au finage de Cervon, dans le Morvan, au cœur de la Bourgogne.

## Accès
Ce château dans la vallée est accessible par la route départementale RD 170 et la route de Doussas à Cervon.

## Histoire
Cette très ancienne maison forte du Pontot brûla lors de la guerre de Cent Ans. Sur son emplacement le propriétaire un seigneur du Pontot reconstruisit au XVe siècle un château. Cette seigneurie était en toute justice, mouvant en plein fief du Comté de Château-Chinon et de la baronnie de Lormes-Chalon. Charles du Pontot acheta le droit de justice en 1545 au duc de Nevers François Ier de Clèves.

### Seigneurs
Maison du Pontot
Guillaume et Peronnet du Pontot, écuyers, reprirent de fief en 1459. Jean du Pontot, chevalier, seigneur de Cervon, en partie de Mhère, de Vauclaix..., en fit autant en 1509. Léonard du Pontot, bailli du Nivernais, était possesseur du Pontot en 1528. Charles du Pontot, gentilhomme ordinaire de la chambre du roi, acquis du duc de Nevers, François Ier de Clèves, la haute justice de Cervon en partie, de Viry, de Maré, du Pontot et de Remilly en 1545.
François-Salomon du Pontot était président en l'élection en 1607 et Barthélémy du Pontot procureur fiscal de Cervon. Jean Salomon étant décédé, sa veuve Jeanne-Françoise Moreau fut dépossédée de cette terre en 1666 par un décret rendu à la requête de Nicolas de Mesgrigny, comte de Villebertin, de Charles de La Rivière et d'Antoine de Damas comme étant aux droits d'Edmée Georgette et Françoise de Reignier, héritières de Jacques, comte d'Aunay. Jeanne-Françoise Moireau fut inhumée dans l'église paroissiale en présence de Jean et François, ses fils, et de Michel Salomon, chanoine de la collégiale, son beau-frère.
En 1717 Marie Panon, veuve de Stample, était dame du Pontot. Elle possédait, malgré sa religion prétendue réformée, une chapelle en l'église de Cervon. Paul Stample, son fils, laissa une héritière qui porta la seigneurie à Pierre de Paris, issu d'une famille huguenote. Marguerite de Paris, adbjura le 4 août 1743 dans l'église paroissiale. Jean-Étienne vendit le Pontot en viager le 26 décembre 1799 à Nicolas-François Gueneau, homme de loi, dont les descendants le possédaient encore en 1865. L'Abbé Baudiau a pu voir au château dans les années 1860 une grande collection de médailles des empereurs Claude, Gallien, Posthume, Victorin, Salonin..., pièces recueillies dans le voisinage du château au cours du temps. C'est près de là que furent découverts 15 squelettes d'hommes d'environ 25 ans qui ont fait penser qu'un combat avait dû avoir lieu au XVIe siècle en ce lieu entre huguenots et catholiques.
Armoiries
"Ecartelé, au Ier et dernier d'azur, au lion d'argent et à la bande de gueules, brochant sur le tout; au 2e et 3e losangés d'argent et d'azur "

## Description
Il reste quelques éléments de l'antique maison forte dans ce qui compose le long corps de logis à un étage et combles avec une tour ronde isolée avec barbacanes. Deux tours hexagonales ressortent de la façade Nord, l'une, dans laquelle se loge un escalier à vis, date du XVe siècle. L'autre est dans la partie qui fut rallongé au XIXe siècle et vient en symétrie de la première. À l'extrémité Est fut construit un bâtiment sans caractère qui vient en retour d'équerre. Une imposante tour carrée est située à l'Est. Elle fut remaniée et couverte d'un toit brisé tandis qu'à l'Ouest se trouve la grosse tour ronde qui fut rejointe par l'adjonction d'un corps de bâtiment au XIXe siècle. Les fenêtres furent percées au XVIIe siècle. La cour intérieure est bordée par des communs qui datent du XVIIe siècle.